# Hoang Thanh Trang
Pour les articles homonymes, voir Hoang.
Dans ce nom, le nom de famille, Hoang, précède le nom personnel.
Hoang Thanh Trang (née le 25 avril 1980 à Hanoï au Viêt Nam) est une joueuse d'échecs hongroise d'origine vietnamienne, qui a le titre de grand maître (mixte) depuis 2007.
Au 1er août 2012 elle est la 29e joueuse mondiale avec un classement Elo de 2 464 points.

## Biographie et carrière
Elle a émigré avec sa famille en Hongrie quand elle avait 10 ans.
Hoang a remporté :
- le titre de grand maître international féminin à quinze ans en 1995 ;
- le championnat du monde junior féminin en 1998 ;
- la médaille d'or au premier échiquier lors de l'Olympiade d'échecs de 2002 avec 8,5 points sur 11 (+6, =5) ;
- la médaille d'or au premier échiquier lors du championnat d'Europe des clubs en 2005 à Saint-Vincent, avec un score de 4 points sur 5 (+3, =2) ;
- le titre de grand maître international mixte en 2007 ;
- le championnat d'Europe de parties rapides en 2011 avec 9 points sur 11[2] ;
- le championnat d'Europe d'échecs individuel féminin en 2013.

En 2005, elle étudiait l'économie à l'université de Budapest.

## Championnats du monde féminins
| Année | Lieu                                                     | Résultat                                                              | Ultime adversaire                                                     | Adversaires battues                                                   |
| ----- | -------------------------------------------------------- | --------------------------------------------------------------------- | --------------------------------------------------------------------- | --------------------------------------------------------------------- |
| 1995  | Chișinău                                                 | 17e-24e parmi 52 joueuses du tournoi interzonal avec 7 points sur 13. | 17e-24e parmi 52 joueuses du tournoi interzonal avec 7 points sur 13. | 17e-24e parmi 52 joueuses du tournoi interzonal avec 7 points sur 13. |
| 2000  | New Delhi                                                | premier tour                                                          | Viktorija Čmilytė                                                     |                                                                       |
| 2001  | Moscou                                                   | deuxième tour                                                         | Alexandra Kosteniouk                                                  | Huang Qian                                                            |
| 2004  | Elista                                                   | deuxième tour                                                         | Tatiana Kosintseva                                                    | Lê Kiều Thiên Kim                                                     |
| 2006  | Iekaterinbourg, Russie : absente du championnat du monde | Iekaterinbourg, Russie : absente du championnat du monde              | Iekaterinbourg, Russie : absente du championnat du monde              | Iekaterinbourg, Russie : absente du championnat du monde              |
| 2008  | Naltchik, Russie                                         | troisième tour (huitième de finale)                                   | Humpy Koneru                                                          | Maritza Arribas Robaina Monika Soćko                                  |
| 2010  | Antakya, Turquie                                         | deuxième tour                                                         | Kateryna Lagno                                                        | Ding Yixin                                                            |
| 2012  | Khanty-Mansiïsk, Russie                                  | deuxième tour                                                         | Tatiana Kosintseva                                                    | Ievguenia Ovod                                                        |
| 2015  | Sotchi                                                   | premier tour                                                          | Ketevan Arakhamia-Grant                                               |                                                                       |
| 2017  | Téhéran                                                  | premier tour                                                          | Nataliïa Bouksa                                                       |                                                                       |
| 2018  | Khanty-Mansiïsk                                          | deuxième tour                                                         | Kateryna Lagno                                                        | Elina Danielian                                                       |
| 2021  | Sotchi (coupe du monde)                                  | deuxième tour                                                         | Alissa Galliamova                                                     | Janelle Mae Frayna                                                    |